# هارموئية (غوغر)
هارموئیة (بالفارسية: هارموئیه) هي قرية تقع في إيران في قسم غوغر الريفي. يقدر عدد سكانها بـ 117 نسمة .